# Potsdamer Hauptpost
El Potsdamer Hauptpost, anteriormente también llamado "Neue Post", es un edificio catalogado ubicado en el centro de la ciudad de Potsdam, en la calle Am Kanal. 16 a 18, en Platz der Unity, de espaldas al Barrio Francés hasta la Französische Straße (Calle de Francia), así como a la casa en el solar de la antigua Sinagoga Vieja. Desde su finalización en 1900, también ha funcionado como una unidad administrativa, la Oberpostdirektion.

## Historia
El primer edificio de la oficina de correos, el Alte Post, se construyó entre 1783 y 1784 en el lado opuesto de lo que más tarde se convirtió en la Platz der Einheit (Plaza de la Unidad) en la Friedrich-Ebert-Strasse (Calle Friedrich Ebert). Con la reorganización del sistema postal prusiano, se introdujo la estructura de una Oberpostdirektion en 1850. En 1894 se inició la construcción de un nuevo edificio de correos y Oberpostdirektion bajo la dirección de Ernst Hake. El "Neue Post" fue inaugurado el 10 de marzo de 1900 por el káiser Guillermo II de Prusia. El edificio neobarroco tenía torres laterales y una cúpula que coronaba la entrada principal. En 1936 se desmantelaron la cúpula y las torres. Durante el bombardeo del 14 de abril de 1945, todo el complejo sufrió graves daños. Fue restaurado a principios de la década de 1950 y desde entonces se ha utilizado nuevamente como la principal oficina de correos de la ciudad.

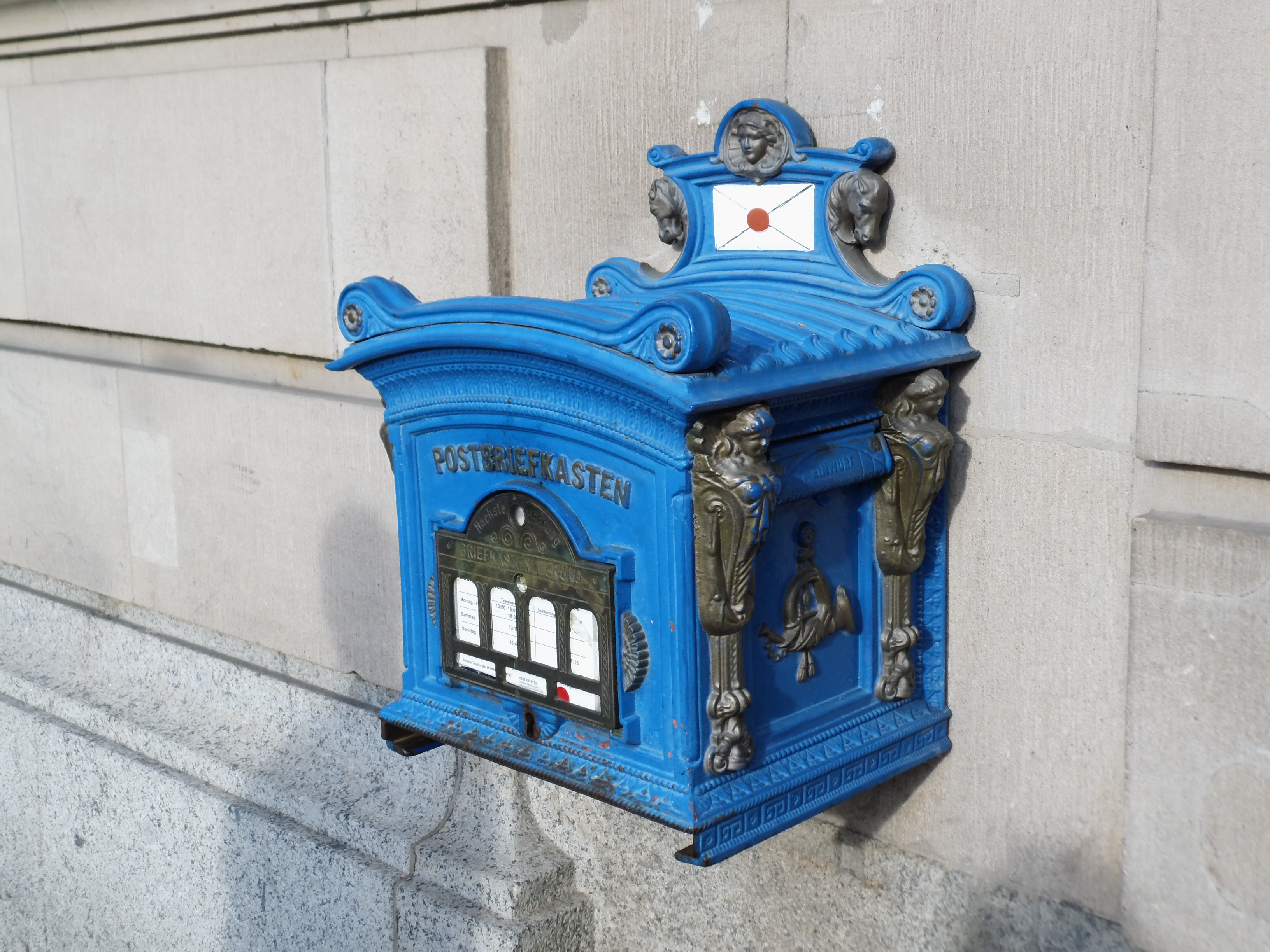
Buzón histórico en la oficina principal de correos de Potsdam